# I liga paragwajska w piłce nożnej (2013)
Mistrzem Paragwaju turnieju Apertura został klub Club Nacional, natomiast wicemistrzem Paragwaju turnieju Apertura - Club Guaraní.
Mistrzem Paragwaju turnieju Clausura został klub Cerro Porteño, natomiast wicemistrzem Paragwaju turnieju Clausura - Club Libertad.
Do turniejów międzynarodowych zakwalifikowały się następujące kluby:
- Copa Libertadores 2014: Cerro Porteño, Club Nacional, Club Guaraní.
- Copa Sudamericana 2014: Cerro Porteño, Club Libertad, Deportivo Capiatá, General Díaz Luque.

O spadku do drugiej ligi decydował średni dorobek z trzech ostatnich sezonów. Spadły dwa kluby - Sportivo Carapeguá i Cerro Porteño Presidente Franco.
Na ich miejsce awansował mistrz drugiej ligi 3 de Febrero Ciudad del Este oraz wicemistrz drugiej ligi 12 de Octubre FC.

## Torneo Apertura 2013

### Apertura 1
| Data           | Mecz |
| -------------- | --- |
| 9 lutego 2013  | Club Sol de América - Cerro Porteño 4:1 Alfredo Carlos Alberto Mazacote 19, 52, Víctor Hugo Mareco 59s, Diego Marcelo Vázquez 61 - Ángel Rodrigo Romero 63                               |
| 9 lutego 2013  | Club Nacional - Sportivo Carapeguá 4:3 Luis Armando Ovelar 64, 87, Ángel Reinaldo Orué 72, Julián Benítez 90 - Pedro Julían Chávez 2, Rubén Darío Maldonado 36, Robert Gustavo Aldama 92 |
| 9 lutego 2013  | Club Guaraní - Club Libertad 1:1 Luis de la Cruz 1 - Pablo César Velásquez 36 |
| 10 lutego 2013 | Club Rubio Ñú - Cerro Porteño Presidente Franco 1:0 Carlos Damián Martínez 59 |
| 10 lutego 2013 | General Díaz Luque - Deportivo Capiatá 2:1 Carlos Vera Segovia 42, Antonio Bareiro 76 - Juan Aníbal Gómez 66                                                                             |
| 10 lutego 2013 | Sportivo Luqueño - Club Olimpia 0:0 |

### Apertura 2
| Data           | Mecz |
| -------------- | --- |
| 15 lutego 2013 | Club Libertad - Club Rubio Ñú 2:1 Pablo César Velásquez 6, William Gabriel Mendieta 27 - Bryan Montenegro 40 |
| 16 lutego 2013 | Sportivo Luqueño - Club Sol de América 0:0 |
| 16 lutego 2013 | Cerro Porteño Presidente Franco - Club Nacional 5:2 Leonardo Delvalle 3k, Francisco Ramón López 32, Christian Fernando Andersen 46, Sergio Samudio 49, Claudio Delgado 82 - Julián Benítez 55, Benjamín Pedrozo 86 |
| 17 lutego 2013 | Deportivo Capiatá - Club Guaraní 0:5 Sergio Daniel Órteman 38k, Luis de la Cruz 45, Rodrigo Texeira 49, Marcelo José Palau 59, Darío Ocampo 75                                                                     |
| 18 lutego 2013 | Sportivo Carapeguá - Cerro Porteño 1:1 Marcos Antonio Arce 17 - Edison Eliazer Torres 1 |
| 27 lutego 2013 | Club Olimpia - General Díaz Luque 0:1 Gabriel Ávalos 20 |

### Apertura 3
| Data           | Mecz |
| -------------- | --- |
| 23 lutego 2013 | General Díaz Luque - Sportivo Luqueño 1:0 Marco Antonio Prieto 54 |
| 23 lutego 2013 | Club Guaraní - Club Olimpia 1:2 Rodrigo Texeira 45 - Freddy Bareiro 2, Julio Manzur 72 |
| 24 lutego 2013 | Cerro Porteño - Cerro Porteño Presidente Franco 4:2 Jonathan Fabbro 13, 43, Santiago Gabriel Salcedo 51, Julio Daniel Dos Santos 56 - Sergio Raùl Vergara 36s, Christian Fernando Andersen 69 |
| 24 lutego 2013 | Club Nacional - Club Libertad 1:0 Marcos Benjamin Melgarejo 77 |
| 24 lutego 2013 | Club Rubio Ñú - Deportivo Capiatá 1:2 Hugo Américo Lusardi 82 - Óscar Ramón Ruiz 84, Blas Bernardo Irala 88                                                                                   |
| 24 lutego 2013 | Club Sol de América - Sportivo Carapeguá 0:0 |

### Apertura 4
| Data         | Mecz |
| ------------ | --- |
| 2 marca 2013 | Club Olimpia - Club Rubio Ñú 1:1 Freddy Bareiro 57 - Jorge Daniel Benítez 75                                                                    |
| 3 marca 2013 | Cerro Porteño Presidente Franco - Sportivo Carapeguá 2:2 Sergio Samudio 6, Reinaldo Daniel López 71 - Arnulfo Colmán 30, Diego Armando Godoy 81 |
| 3 marca 2013 | Deportivo Capiatá - Club Nacional 0:1 Marcos Benjamin Melgarejo 70                                                                              |
| 3 marca 2013 | General Díaz Luque - Club Sol de América 2:0 Marco Antonio Prieto 60, Daniel Ferreira 67                                                        |
| 3 marca 2013 | Club Libertad - Cerro Porteño 1:0 Sergio Raùl Vergara 34s                                                                                       |
| 3 marca 2013 | Sportivo Luqueño - Club Guaraní 0:1 Marcelo José Palau 27                                                                                       |

### Apertura 5
| Data          | Mecz                                                                                               |
| ------------- | -------------------------------------------------------------------------------------------------- |
| 8 marca 2013  | Club Guaraní - General Díaz Luque 0:1 Jorge Narciso Cáceres 78                                     |
| 9 marca 2013  | Club Nacional - Club Olimpia 3:0 Silvio Torales 6, Gustavo Alberto Cristaldo 15, Julián Benítez 23 |
| 9 marca 2013  | Sportivo Carapeguá - Club Libertad 0:0                                                             |
| 10 marca 2013 | Cerro Porteño - Deportivo Capiatá 0:1 Fidel Miño 91                                                |
| 10 marca 2013 | Club Rubio Ñú - Sportivo Luqueño 0:1 Cláudio César Correa 5                                        |
| 10 marca 2013 | Club Sol de América - Cerro Porteño Presidente Franco 1:1 Sergio Escalante 81 - Sergio Samudio 69  |

### Apertura 6
| Data             | Mecz |
| ---------------- | --- |
| 23 marca 2013    | Club Nacional - General Díaz Luque 1:0 Julián Benítez 31 |
| 23 marca 2013    | Club Rubio Ñú - Club Guaraní 1:1 Bryan Montenegro 64 - Rodrigo Teixeira 57 |
| 24 marca 2013    | Cerro Porteño Presidente Franco - Deportivo Capiatá 1:0 Sergio Samudio 32 |
| 24 marca 2013    | Sportivo Carapeguá - Club Olimpia 2:2 David Joel Pereira 37, Celso Pablo González Ferreira 50 - Enzo Enrico Prono 48, Freddy Bareiro 68                                                                     |
| 4 kwietnia 2013  | Club Sol de América - Club Libertad 3:4 Jorge Luis Moreira 31s, Julio Ramón Aguilar 34, Alfredo Carlos Alberto Mazacote 56 - William Gabriel Mendieta 26, 59, Sebastián Eguren 42, Pablo César Velásquez 43 |
| 24 kwietnia 2013 | Cerro Porteño - Sportivo Luqueño 0:0 |

### Apertura 7
| Data          | Mecz |
| ------------- | --- |
| 30 marca 2013 | Club Olimpia - Cerro Porteño 1:0 Richard Ortiz 71                                                              |
| 31 marca 2013 | Deportivo Capiatá - Sportivo Carapeguá 2:0 Óscar Ramón Ruiz 19, Dionicio Pérez 84                              |
| 31 marca 2013 | General Díaz Luque - Club Rubio Ñú 1:1 Marco Antonio Prieto 65 - Fabián Cornelio Balbuena 84                   |
| 31 marca 2013 | Club Guaraní - Club Sol de América 2:1 Dante Rafael López 11, 34 - Julio Ramón Aguilar 23                      |
| 31 marca 2013 | Club Libertad - Cerro Porteño Presidente Franco 1:1 William Gabriel Mendieta 25 - Christian Gilberto Ovelar 50 |
| 31 marca 2013 | Sportivo Luqueño - Club Nacional 1:3 Cláudio César Correa 67 - Julián Benítez 46, 54, Luciano Vera 77s         |

### Apertura 8
| Data            | Mecz |
| --------------- | --- |
| 6 kwietnia 2013 | General Díaz Luque - Cerro Porteño 2:3 Marco Antonio Prieto 39, Antonio Bareiro 41 - Ángel Rodrigo Romero 31, 75, Jonathan Fabbro 86k |
| 7 kwietnia 2013 | Club Rubio Ñú - Club Sol de América 1:1 Francisco Miguel Vera 40 - David Ariel Mendieta 15                                            |
| 7 kwietnia 2013 | Deportivo Capiatá - Club Libertad 0:0                                                                                                 |
| 7 kwietnia 2013 | Club Olimpia - Cerro Porteño Presidente Franco 2:0 Tomás Andrés Guzmán 37, Alejandro Silva 49                                         |
| 7 kwietnia 2013 | Club Guaraní - Club Nacional 0:0 |
| 7 kwietnia 2013 | Sportivo Luqueño - Sportivo Carapeguá 0:1 David Joel Pereira 65                                                                       |

### Apertura 9
| Data             | Mecz |
| ---------------- | --- |
| 13 kwietnia 2013 | Cerro Porteño - Club Guaraní 2:1 Julio Daniel Dos Santos 6, Jonathan Fabbro 81 - Juan José Aguilar 87k                                                           |
| 13 kwietnia 2013 | Club Nacional - Club Rubio Ñú 1:0 Julián Benítez 25 |
| 14 kwietnia 2013 | Cerro Porteño Presidente Franco - Sportivo Luqueño 2:1 Jorge Agüero 14, Reinaldo Daniel López 83 - Francisco Javier García 15                                    |
| 14 kwietnia 2013 | Club Libertad - Club Olimpia 0:0 |
| 14 kwietnia 2013 | Club Sol de América - Deportivo Capiatá 1:0 Edgar Orzuza 76 |
| 14 kwietnia 2013 | Sportivo Carapeguá - General Díaz Luque 3:2 Pedro Julían Chávez 26, Richard Martín Lugo 85, Néstor Ayala 88 - Alfredo Virginio Cano 48k, Marco Antonio Prieto 56 |

### Apertura 10
| Data             | Mecz |
| ---------------- | --- |
| 18 kwietnia 2013 | Club Olimpia - Deportivo Capiatá 2:3 Juan Carlos Ferreyra 49, Richard Ortiz 90 - Eduardo Aranda 23s, Cristián Ariel López 72, 73                         |
| 19 kwietnia 2013 | Club Guaraní - Sportivo Carapeguá 2:1 Rodrigo Teixeira 77, 82 - Julio César Irrazábal 15                                                                 |
| 19 kwietnia 2013 | Club Nacional - Club Sol de América 3:2 Julián Benítez 8, Marcos Benjamin Melgarejo 29, Silvio Torales 92 - David Ariel Mendieta 22, Adalberto Goiris 55 |
| 19 kwietnia 2013 | General Díaz Luque - Cerro Porteño Presidente Franco 1:1 Pedro Marcelo Arce 78 - Christian Fernando Andersen 45+1                                        |
| 19 kwietnia 2013 | Club Rubio Ñú - Cerro Porteño 1:2 Hugo Américo Lusardi 56 - Santiago Gabriel Salcedo 12, Miguel Ángel Almirón 69                                         |
| 1 maja 2013      | Sportivo Luqueño - Club Libertad 0:3 Jorge Daniel González 21, William Gabriel Mendieta 68k, 88                                                          |

### Apertura 11
| Data             | Mecz |
| ---------------- | --- |
| 26 kwietnia 2013 | Club Libertad - General Díaz Luque 2:0 Pablo César Velásquez 82, 90                                                                  |
| 26 kwietnia 2013 | Club Sol de América - Club Olimpia 3:2 Diego Manuel Arrúa 6, Cecilio Andrés Domínguez 36, Edgar Orzuza 67 - Arnaldo Castorino 38, 53 |
| 27 kwietnia 2013 | Deportivo Capiatá - Sportivo Luqueño 1:0 Blas Bernardo Irala 66                                                                      |
| 28 kwietnia 2013 | Cerro Porteño - Club Nacional 1:4 Roberto Antonio Nanni 83k - Julián Benítez 1, 65, Marcos Hernán Riveros 19, Ramón Cardozo 81       |
| 28 kwietnia 2013 | Cerro Porteño Presidente Franco - Club Guaraní 0:0                                                                                   |
| 28 kwietnia 2013 | Sportivo Carapeguá - Club Rubio Ñú 3:2 Julio César Irrazábal 8, Arnulfo Colmán 45, 71 - Hugo Américo Lusardi 23, Bryan Montenegro 27 |

### Apertura 12
| Data        | Mecz |
| ----------- | --- |
| 4 maja 2013 | Cerro Porteño - Club Sol de América 4:0 Jonathan Fabbro 6k, 68, Guillermo Alexis Beltrán 28, 37 |
| 5 maja 2013 | Cerro Porteño Presidente Franco - Club Rubio Ñú 1:2 Christian Gilberto Ovelar 32 - Nery Antonio Cardozo 75, Hugo Américo Lusardi 81                                                                              |
| 5 maja 2013 | Deportivo Capiatá - General Díaz Luque 1:1 Cristián Ariel López 58 - Robert Noguera 35 |
| 5 maja 2013 | Club Libertad - Club Guaraní 1:2 William Gabriel Mendieta 89k - Rodrigo Teixeira 79, Derlis González 82 |
| 5 maja 2013 | Club Olimpia - Sportivo Luqueño 4:3 Juan Manuel Salgueiro 9, Gonzalo Matías Maulella 13s, Freddy Bareiro 53, Arnaldo Castorino 83 - Luis Alcides Miño 22k, Javier Mercedes González 62, Derlis Roberto Alegre 67 |
| 6 maja 2013 | Sportivo Carapeguá - Club Nacional 0:3 Ricardo Javier Ortiz 6, Marcos Benjamin Melgarejo 82, Ramón Coronel 85 |

### Apertura 13
| Data         | Mecz |
| ------------ | --- |
| 11 maja 2013 | General Díaz Luque - Club Olimpia 0:1 Herminio Antonio Miranda 17                                                                                       |
| 11 maja 2013 | Club Nacional - Cerro Porteño Presidente Franco 4:1 Julián Benítez 35, 58, Marcos Benjamin Melgarejo 38, César Cáceres Cañete 59 - Leonardo Delvalle 42 |
| 12 maja 2013 | Cerro Porteño - Sportivo Carapeguá 3:0 Ángel Rodrigo Romero 26, Jonathan Fabbro 54, Julio Daniel Dos Santos 56                                          |
| 12 maja 2013 | Club Guaraní - Deportivo Capiatá 1:1 Luis de la Cruz 21 - Néstor González 12                                                                            |
| 12 maja 2013 | Club Rubio Ñú - Club Libertad 1:2 Jorge Miguel Ortega 68 - Ismael Benegas 48, Pablo César Velásquez 75                                                  |
| 12 maja 2013 | Club Sol de América - Sportivo Luqueño 2:2 Ricardo Julián Martínez 58, Diego Marcelo Vázquez 75 - Marcos Gustavo Pereira 41, Francisco Javier García 50 |

### Apertura 14
| Data         | Mecz |
| ------------ | --- |
| 18 maja 2013 | Cerro Porteño Presidente Franco - Cerro Porteño 1:3 Sergio Samudio 7 - Guillermo Alexis Beltrán 77, Ángel Rodrigo Romero 81, Santiago Gabriel Salcedo 92                   |
| 18 maja 2013 | Deportivo Capiatá - Club Rubio Ñú 3:4 Óscar Ramón Ruiz 13, Julio Eduardo Santa Cruz 35, 84 - Hugo Américo Lusardi 27, Jorge Miguel Ortega 69k, 76, Nery Antonio Cardozo 83 |
| 18 maja 2013 | Club Libertad - Club Nacional 0:1 Marcos Benjamin Melgarejo 68 |
| 18 maja 2013 | Sportivo Luqueño - General Díaz Luque 0:0 |
| 19 maja 2013 | Club Olimpia - Club Guaraní 2:3 Juan Carlos Ferreyra 17, 69 - Julio César Cáceres 15, Sergio Daniel Órteman 67k, Rodrigo Teixeira 76                                       |
| 19 maja 2013 | Sportivo Carapeguá - Club Sol de América 1:1 Rubén Darío Maldonado 19 - Bruno Amílcar Valdez 24                                                                            |

### Apertura 15
| Data           | Mecz |
| -------------- | --- |
| 22 maja 2013   | Cerro Porteño - Club Libertad 3:1 Ángel Rodrigo Romero 39, 91, Jonathan Fabbro 73 - Gustavo Ramón Mencia 46                                                                  |
| 22 maja 2013   | Club Guaraní - Sportivo Luqueño 4:1 Luis Alberto Cabral 20, Iván Emmanuel González Ferreira 33, Tomás Javier Bartomeus 39, Rodrigo Teixeira 45 - Marcelo Augusto Ferreira 63 |
| 22 maja 2013   | Club Nacional - Deportivo Capiatá 2:1 Silvio Torales 56, Julián Benítez 84 - Arnaldo Javier Pereira 73                                                                       |
| 22 maja 2013   | Club Sol de América - General Díaz Luque 3:1 Adolfo Valdez 26, Edgar Orzuza 80, Cecilio Andrés Domínguez 83 - Antonio Bareiro 22                                             |
| 22 maja 2013   | Sportivo Carapeguá - Cerro Porteño Presidente Franco 1:2 Richard Martín Lugo 78 - Gustavo Hernán Velázquez 43, Miguel Ángel Godoy 92                                         |
| 8 czerwca 2013 | Club Rubio Ñú - Club Olimpia 0:0 |

### Apertura 16
| Data         | Mecz |
| ------------ | --- |
| 25 maja 2013 | Deportivo Capiatá - Cerro Porteño 0:2 Guillermo Alexis Beltrán 37, Óscar Romero Villamayor 92                                        |
| 26 maja 2013 | Cerro Porteño Presidente Franco - Club Sol de América 1:1 Sergio Samudio 28 - Cecilio Andrés Domínguez 38                            |
| 26 maja 2013 | General Díaz Luque - Club Guaraní 1:1 Marcos Gamarra 71 - Sergio Daniel Órteman 92k                                                  |
| 26 maja 2013 | Sportivo Luqueño - Club Rubio Ñú 1:0 Luis Alcides Miño 26                                                                            |
| 26 maja 2013 | Club Olimpia - Club Nacional 2:3 Enzo Enrico Prono 30, 74 - Marcos Hernán Riveros 56, Silvio Torales 58, Carlos Humberto Paredes 84s |
| 26 maja 2013 | Club Libertad - Sportivo Carapeguá 2:0 Gustavo Raúl Gómez 46, José Ariel Núñez 92                                                    |

### Apertura 17
| Data           | Mecz |
| -------------- | --- |
| 1 czerwca 2013 | Club Sol de América - Club Guaraní 0:4 Rodrigo Teixeira 43, 70, Marcelo José Palau 45, Derlis González 77                                                                                 |
| 1 czerwca 2013 | Club Nacional - Sportivo Luqueño 0:1 Luis Alcides Miño 57 |
| 2 czerwca 2013 | Cerro Porteño - Club Olimpia 1:1 Ángel Rodrigo Romero 48 - Julio Manzur 69 |
| 2 czerwca 2013 | Cerro Porteño Presidente Franco - Club Libertad 2:3 Christian Fernando Andersen 35, Reinaldo Daniel López 50 - Sergio Daniel Aquino 12, Claudio David Vargas 34, Jorge Daniel González 41 |
| 2 czerwca 2013 | Club Rubio Ñú - General Díaz Luque 1:1 Jorge Miguel Ortega 68 - Gabriel Ávalos 59 |
| 2 czerwca 2013 | Sportivo Carapeguá - Deportivo Capiatá 0:2 Dionicio Pérez 37, 76 |

### Apertura 18
| Data            | Mecz |
| --------------- | --- |
| 10 czerwca 2013 | Deportivo Capiatá - Cerro Porteño Presidente Franco 2:1 Arturo David Aquino 61k, Óscar Ramón Ruiz 85 - Marcos Pérez 83                                   |
| 10 czerwca 2013 | General Díaz Luque - Club Nacional 1:3 Alfredo Virginio Cano 57k - Ricardo Javier Ortiz 10, Marcos Benjamin Melgarejo 13, Ramón Cardozo 80               |
| 11 czerwca 2013 | Club Libertad - Club Sol de América 2:1 Claudio David Vargas 36, Sergio Daniel Aquino 86k - Julio Ramón Aguilar 33                                       |
| 11 czerwca 2013 | Sportivo Luqueño - Cerro Porteño 2:1 Derlis Roberto Alegre 13, Marcelo Augusto Ferreira 61 - Óscar Romero Villamayor 79                                  |
| 12 czerwca 2013 | Club Guaraní - Club Rubio Ñú 2:4 Dante Rafael López 40, Elvis Marecos 73 - Pablo Esteban Espinoza 3, Jorge Miguel Ortega 36, 94, Hugo Américo Lusardi 49 |
| 12 czerwca 2013 | Club Olimpia - Sportivo Carapeguá 3:2 Juan Carlos Ferreyra 5, 7, 42 - Rubén Darío Maldonado 32, Celso Pablo González Ferreira 46                         |

### Apertura 19
| Data            | Mecz |
| --------------- | --- |
| 15 czerwca 2013 | Club Nacional - Club Guaraní 0:2 Luis de la Cruz 9, Iván Emmanuel González Ferreira 45                                                                               |
| 15 czerwca 2013 | Club Libertad - Deportivo Capiatá 2:1 Pablo César Velásquez 79, José Ariel Núñez 91 - Julio Eduardo Santa Cruz 85                                                    |
| 16 czerwca 2013 | Club Sol de América - Club Rubio Ñú 1:0 Alfredo Carlos Alberto Mazacote 45                                                                                           |
| 16 czerwca 2013 | Sportivo Carapeguá - Sportivo Luqueño 0:2 Marcelo Augusto Ferreira 21, Diego Francisco Viera 93                                                                      |
| 16 czerwca 2013 | Cerro Porteño Presidente Franco - Club Olimpia 1:2 Christian Fernando Andersen 81 - Arnaldo Castorino 5, 50                                                          |
| 16 czerwca 2013 | Cerro Porteño - General Díaz Luque 3:2 Rolando Sanabria 39s, Ángel Rodrigo Romero 53, Julio Daniel Dos Santos 62k - Sergio Reinaldo Gómez 46, Carlos Vera Segovia 56 |

### Apertura 20
| Data            | Mecz                                                                                                  |
| --------------- | --- |
| 19 czerwca 2013 | Deportivo Capiatá - Club Sol de América 1:1 Arnaldo Javier Pereira 33 - Julio Ramón Aguilar 92        |
| 19 czerwca 2013 | General Díaz Luque - Sportivo Carapeguá 1:0 Alfredo Virginio Cano 36                                  |
| 19 czerwca 2013 | Club Guaraní - Cerro Porteño 2:0 Miguel Ángel Paniagua 20, Jorge Darío Mendoza 59                     |
| 19 czerwca 2013 | Club Rubio Ñú - Club Nacional 1:0 Hugo Américo Lusardi 79                                             |
| 19 czerwca 2013 | Sportivo Luqueño - Cerro Porteño Presidente Franco 0:0                                                |
| 20 czerwca 2013 | Club Olimpia - Club Libertad 2:1 Freddy Bareiro 73, Arnaldo Castorino 83 - Rodolfo Vicente Gamarra 37 |

### Apertura 21
| Data            | Mecz |
| --------------- | --- |
| 22 czerwca 2013 | Club Sol de América - Club Nacional 2:1 Sergio Escalante 26k, Edgar Orzuza 80 - Ángel Reinaldo Orué 31                                                  |
| 23 czerwca 2013 | Cerro Porteño Presidente Franco - General Díaz Luque 1:3 Miguel Ángel Godoy 80 - Sergio Reinaldo Gómez 6, José Luis Ávalos 23, Alfredo Virginio Cano 74 |
| 23 czerwca 2013 | Deportivo Capiatá - Club Olimpia 1:1 Tobías Antonio Vargas 84 - Enzo Enrico Prono 72                                                                    |
| 23 czerwca 2013 | Sportivo Carapeguá - Club Guaraní 1:1 Aldo Vera 35 - Jorge Darío Mendoza 66                                                                             |
| 23 czerwca 2013 | Cerro Porteño - Club Rubio Ñú 2:2 Mathías Corujo 48, 77 - Nery Antonio Cardozo 32, Jorge Miguel Ortega 85                                               |
| 24 czerwca 2013 | Club Libertad - Sportivo Luqueño 0:2 Francisco Javier García 12, Willian Schuster 63                                                                    |

### Apertura 22
| Data            | Mecz |
| --------------- | --- |
| 26 czerwca 2013 | Club Guaraní - Cerro Porteño Presidente Franco 2:1 Iván Emmanuel González Ferreira 15, Dante Rafael López 30 - Leonardo Delvalle 52          |
| 28 czerwca 2013 | General Díaz Luque - Club Libertad 1:1 Jorge Luis Moreira 3s - José Luis Núñez 53                                                            |
| 28 czerwca 2013 | Club Nacional - Cerro Porteño 0:2 Julio Daniel Dos Santos 18, Iván Arturo Torres 71                                                          |
| 28 czerwca 2013 | Club Olimpia - Club Sol de América 1:2 Alejandro Silva 30 - Julio Ramón Aguilar 6, David Ariel Mendieta 27                                   |
| 29 czerwca 2013 | Club Rubio Ñú - Sportivo Carapeguá 2:1 Jorge Miguel Ortega 51, Jorge Daniel Benítez 83 - Richard Martín Lugo 43                              |
| 30 czerwca 2013 | Sportivo Luqueño - Deportivo Capiatá 2:2 Marcelo Augusto Ferreira 58, Luis Alcides Miño 62k - Joel Alberto Silva 2s, Cristián Ariel López 57 |

### Tabela Apertura 2013
| Poz | Klub                            | Mecze | Zw | Rem | Por | Pkt | BrZd | BrStr |
| --- | ------------------------------- | ----- | -- | --- | --- | --- | ---- | ----- |
| 1   | Club Nacional                   | 22    | 15 | 1   | 6   | 46  | 40   | 25    |
| 2   | Club Guaraní                    | 22    | 11 | 7   | 4   | 40  | 38   | 21    |
| 3   | Cerro Porteño                   | 22    | 11 | 4   | 7   | 37  | 38   | 29    |
| 4   | Club Libertad                   | 22    | 10 | 6   | 6   | 36  | 29   | 23    |
| 5   | Club Olimpia                    | 22    | 8  | 7   | 7   | 31  | 31   | 31    |
| 6   | Club Sol de América             | 22    | 7  | 8   | 7   | 29  | 30   | 34    |
| 7   | General Díaz Luque              | 22    | 7  | 7   | 8   | 28  | 25   | 27    |
| 8   | Deportivo Capiatá               | 22    | 7  | 6   | 9   | 27  | 25   | 30    |
| 9   | Club Rubio Ñú                   | 22    | 6  | 7   | 9   | 25  | 27   | 29    |
| 10  | Sportivo Luqueño                | 22    | 6  | 7   | 9   | 25  | 19   | 25    |
| 11  | Cerro Porteño Presidente Franco | 22    | 4  | 7   | 11  | 19  | 27   | 38    |
| 12  | Sportivo Carapeguá              | 22    | 3  | 7   | 12  | 16  | 22   | 39    |

## Torneo Clausura 2013

### Clausura 1
| Data          | Mecz |
| ------------- | --- |
| 26 lipca 2013 | Cerro Porteño - Club Guaraní 1:1 Óscar Romero Villamayor 49 - Iván Emmanuel González Ferreira 30                                                |
| 26 lipca 2013 | Club Rubio Ñú - Club Nacional 2:2 Osvaldo Hobecker 84, Nery Antonio Cardozo 86k - Alfredo Carlos Alberto Mazacote 44, Marcos Hernán Riveros 54k |
| 27 lipca 2013 | General Díaz Luque - Club Libertad 1:1 Cristián Martínez Medina 40 - Jorge Eduardo Recalde 5                                                    |
| 28 lipca 2013 | Cerro Porteño Presidente Franco - Sportivo Luqueño 0:2 Marcelo Augusto Ferreira 2, Sergio Escalante 35                                          |
| 28 lipca 2013 | Club Olimpia - Sportivo Carapeguá 3:1 Ricardo Mazacotte 16, 50, Arnaldo Castorino 21 - Gustavo Ariel Toranzo 57                                 |
| 28 lipca 2013 | Club Sol de América - Deportivo Capiatá 1:2 Diego Marcelo Vázquez 70 - Dionicio Pérez 56, Fabio Escobar 72                                      |

### Clausura 2
| Data            | Mecz |
| --------------- | --- |
| 3 sierpnia 2013 | Deportivo Capiatá - General Díaz Luque 1:1 Julio César Irrazábal 57 - Christian Gustavo Sosa 69k                             |
| 3 sierpnia 2013 | Club Nacional - Club Sol de América 1:2 Marco Antonio Prieto 30 - Massimiliano Ammendola 28, Christian Gilberto Ovelar 75    |
| 4 sierpnia 2013 | Cerro Porteño - Cerro Porteño Presidente Franco 2:1 Junior Alonso 58, Guillermo Alexis Beltrán 81 - Reinaldo Daniel López 26 |
| 4 sierpnia 2013 | Club Guaraní - Club Rubio Ñú 1:1 Federico Javier Santander 59 - Nery Antonio Cardozo 67k                                     |
| 4 sierpnia 2013 | Sportivo Carapeguá - Sportivo Luqueño 1:0 Jorge Amado Ayala 37                                                               |
| 5 sierpnia 2013 | Club Libertad - Club Olimpia 1:0 Pedro Juan Benítez 38                                                                       |

### Clausura 3
| Data             | Mecz |
| ---------------- | --- |
| 10 sierpnia 2013 | Club Olimpia - Deportivo Capiatá 4:0 Juan Manuel Salgueiro 6, 48, Nelson Benítez 75, Dante Rafael López 89       |
| 11 sierpnia 2013 | Cerro Porteño Presidente Franco - Sportivo Carapeguá 2:0 Reinaldo Daniel López 20, Adriano Javier Duarte 87      |
| 11 sierpnia 2013 | General Díaz Luque - Club Nacional 0:0                                                                           |
| 11 sierpnia 2013 | Club Rubio Ñú - Cerro Porteño 1:2 Francisco Miguel Vera 3 - Guillermo Alexis Beltrán 33, Ángel Rodrigo Romero 66 |
| 11 sierpnia 2013 | Club Sol de América - Club Guaraní 2:0 Christian Gilberto Ovelar 72, Cecilio Andrés Domínguez 76                 |
| 11 sierpnia 2013 | Sportivo Luqueño - Club Libertad 0:1 Bryan Montenegro 18                                                         |

### Clausura 4
| Data             | Mecz |
| ---------------- | --- |
| 16 sierpnia 2013 | Club Guaraní - General Díaz Luque 0:3 Walter Cabrera 7, Alfredo Virginio Cano 29k, Christian Gustavo Sosa 39k |
| 16 sierpnia 2013 | Club Libertad - Sportivo Carapeguá 2:0 Bryan Montenegro 9, Jorge Eduardo Recalde 24                           |
| 16 sierpnia 2013 | Club Rubio Ñú - Cerro Porteño Presidente Franco 1:0 Gustavo Agustín Viera 53                                  |
| 17 sierpnia 2013 | Cerro Porteño - Club Sol de América 2:0 Guillermo Alexis Beltrán 71, José Ortigoza 87                         |
| 18 sierpnia 2013 | Deportivo Capiatá - Sportivo Luqueño 2:0 Arturo David Aquino 10, Dionicio Pérez 16                            |
| 18 sierpnia 2013 | Club Nacional - Club Olimpia 1:1 Juan David Argüello 54 - Tomás Andrés Guzmán 73                              |

### Clausura 5
| Data                | Mecz |
| ------------------- | --- |
| 20 sierpnia 2013    | General Díaz Luque - Cerro Porteño 1:1 Luis Armando Ovelar 84 - Óscar Romero Villamayor 51                                                     |
| 21 sierpnia 2013    | Sportivo Carapeguá - Deportivo Capiatá 3:2 Hugo Alejandro Serravalle 4, 48, Marcos Antonio Arce 86 - Arturo David Aquino 16, Fabio Escobar 75k |
| 21 sierpnia 2013    | Club Sol de América - Club Rubio Ñú 2:2 Blas Arsenio Valenzuela 48s, Arnaldo Joel Recalde 87s - Nery Antonio Cardozo 8, 22                     |
| 8 września 2013     | Sportivo Luqueño - Club Nacional 2:2 Hernán Rodrigo López 34k, Christian Aguada 75 - Nicolás Martínez 14, César Cáceres Cañete 46              |
| 8 września 2013     | Club Olimpia - Club Guaraní 0:5 Derlis González 30, 69, Darío Ocampo 38, 66, Jorge Daniel Benítez 80                                           |
| 2 października 2013 | Cerro Porteño Presidente Franco - Club Libertad 2:1 Reinaldo Daniel López 33k, Sergio Samudio 43 - Jorge Eduardo Recalde 2                     |

### Clausura 6
| Data             | Mecz |
| ---------------- | --- |
| 23 sierpnia 2013 | Club Guaraní - Sportivo Luqueño 2:2 Jorge Daniel Benítez 21, Darío Ocampo 57 - Pedro Agustin Vera 3, Hernán Rodrigo López 52k                                                                          |
| 24 sierpnia 2013 | Deportivo Capiatá - Club Libertad 2:0 Fabio Escobar 56, Néstor González 58 |
| 25 sierpnia 2013 | Club Sol de América - Cerro Porteño Presidente Franco 2:0 Diego Marcelo Vázquez 8, Ricardo Julián Martínez 26                                                                                          |
| 25 sierpnia 2013 | Club Rubio Ñú - General Díaz Luque 1:2 Francisco Miguel Vera 5 - Diego Doldán 63, Cristián Martínez Medina 85k                                                                                         |
| 25 sierpnia 2013 | Cerro Porteño - Club Olimpia 2:1 Guillermo Alexis Beltrán 12, Ángel Rodrigo Romero 42 - Diego Omar Centurión 57                                                                                        |
| 26 sierpnia 2013 | Club Nacional - Sportivo Carapeguá 5:2 César Cáceres Cañete 2k, 16, Alfredo Carlos Alberto Mazacote 9, Juan David Argüello 65, Marco Antonio Prieto 85 - Christian Ayala 45, Raúl Alejandro Cáceres 75 |

### Clausura 7
| Data                 | Mecz |
| -------------------- | --- |
| 31 sierpnia 2013     | General Díaz Luque - Club Sol de América 1:0 Hugo Rafael Fleytas 70s                                                                              |
| 31 sierpnia 2013     | Club Olimpia - Club Rubio Ñú 0:2 Francisco Miguel Vera 11, Osvaldo Hobecker 81                                                                    |
| 1 września 2013      | Cerro Porteño Presidente Franco - Deportivo Capiatá 0:1 Dionicio Pérez 24                                                                         |
| 1 września 2013      | Sportivo Carapeguá - Club Guaraní 2:2 Raúl Alejandro Cáceres 50, Sérgio Custodio de Oliveira 89 - Eduardo Javier Filippini 61, Derlis González 73 |
| 1 września 2013      | Sportivo Luqueño - Cerro Porteño 1:2 Hernán Rodrigo López 64k - Julio Daniel Dos Santos 40k, Diego Armando Godoy 58                               |
| 12 października 2013 | Club Libertad - Club Nacional 2:0 Jorge Daniel González 16, Jorge Eduardo Recalde 26                                                              |

### Clausura 8
| Data             | Mecz |
| ---------------- | --- |
| 13 września 2013 | General Díaz Luque - Cerro Porteño Presidente Franco 4:0 Antonio Bareiro 12, Diego Doldán 31, Alfredo Virginio Cano 34k, Gustavo Alberto Velázquez 89                                                |
| 13 września 2013 | Club Sol de América - Club Olimpia 4:4 Ricardo Julián Martínez 17, Christian Gilberto Ovelar 60k, 87, Alberto Espínola 75 - Juan Carlos Ferreyra 37k, Alejandro Silva 46k, 78, Dante Rafael López 52 |
| 14 września 2013 | Club Nacional - Deportivo Capiatá 3:1 Silvio Torales 1, César Cáceres Cañete 4k, Marco Antonio Prieto 87 - Alfredo David Rojas 38                                                                    |
| 14 września 2013 | Cerro Porteño - Sportivo Carapeguá 4:0 Julio Daniel Dos Santos 12k, Ángel Rodrigo Romero 22, Mathías Corujo 64, Daniel Güiza 73                                                                      |
| 14 września 2013 | Club Rubio Ñú - Sportivo Luqueño 0:1 Hernán Rodrigo López 45+1 |
| 14 września 2013 | Club Guaraní - Club Libertad 1:0 Julio César Cáceres 5k |

### Clausura 9
| Data             | Mecz |
| ---------------- | --- |
| 17 września 2013 | Club Olimpia - General Díaz Luque 0:1 Diego Doldán 46                                                                   |
| 18 września 2013 | Cerro Porteño Presidente Franco - Club Nacional 1:2 Aquilino Villalba 43 - Nicolás Martínez 26, 66                      |
| 18 września 2013 | Deportivo Capiatá - Club Guaraní 1:0 Gustavo Romero 39                                                                  |
| 18 września 2013 | Sportivo Carapeguá - Club Rubio Ñú 1:1 Raúl Alejandro Cáceres 29 - Francisco Miguel Vera 60                             |
| 18 września 2013 | Club Libertad - Cerro Porteño 0:0                                                                                       |
| 18 września 2013 | Sportivo Luqueño - Club Sol de América 4:0 Diego Francisco Viera 20, Luis Alcides Miño 33, Hernán Rodrigo López 74, 80k |

### Clausura 10
| Data             | Mecz |
| ---------------- | --- |
| 21 września 2013 | Club Olimpia - Cerro Porteño Presidente Franco 3:1 Sergio Daniel Órteman 19, Juan Carlos Ferreyra 51, 71 - Leonardo Delvalle 45                                               |
| 22 września 2013 | General Díaz Luque - Sportivo Luqueño 2:1 Sergio Reinaldo Gómez 20, Cristián Martínez Medina 32 - Hernán Rodrigo López 40k                                                    |
| 22 września 2013 | Club Sol de América - Sportivo Carapeguá 3:2 Diego Marcelo Vázquez 15, Ricardo Julián Martínez 73, Julio Ramón Aguilar 74 - Jorge Tomás Carrera 11, Raúl Alejandro Cáceres 41 |
| 22 września 2013 | Club Rubio Ñú - Club Libertad 0:1 Rodolfo Vicente Gamarra 27 |
| 22 września 2013 | Cerro Porteño - Deportivo Capiatá 3:1 Mathías Corujo 17, José Ortigoza 55, Ángel Rodrigo Romero 88 - Fabio Escobar 75k                                                        |
| 22 września 2013 | Club Guaraní - Club Nacional 0:1 Jorge Achucarro 42 |

### Clausura 11
| Data             | Mecz |
| ---------------- | --- |
| 28 września 2013 | Club Nacional - Cerro Porteño 0:1 Mathías Corujo 77                                                                             |
| 28 września 2013 | Deportivo Capiatá - Club Rubio Ñú 4:0 Celso Pablo González Ferreira 1, Cristián Ariel López 50, 77, Óscar Ramón Ruiz 78         |
| 29 września 2013 | Cerro Porteño Presidente Franco - Club Guaraní 1:4 Sergio Samudio 72 - Federico Javier Santander 9, Eduardo Javier Filippini 85 |
| 29 września 2013 | Sportivo Luqueño - Club Olimpia 2:1 Hernán Rodrigo López 17, Enrique Gabriel Meza 66s - Alejandro Silva 1                       |
| 29 września 2013 | Sportivo Carapeguá - General Díaz Luque 1:1 Hugo Alejandro Serravalle 59 - Luis Armando Ovelar 11                               |
| 29 września 2013 | Club Libertad - Club Sol de América 3:0 Bryan Montenegro 13, 47, Manuel José Maciel 92                                          |

### Clausura 12
| Data                | Mecz |
| ------------------- | --- |
| 5 października 2013 | Club Nacional - Club Rubio Ñú 0:1 Gumercindo Mendieta 18                                                                              |
| 5 października 2013 | Sportivo Luqueño - Cerro Porteño Presidente Franco 2:0 Hernán Rodrigo López 87, Derlis Roberto Alegre 91                              |
| 6 października 2013 | Deportivo Capiatá - Club Sol de América 1:0 Gustavo Romero 38                                                                         |
| 6 października 2013 | Club Guaraní - Cerro Porteño 2:3 Rodrigo Teixeira 45, Junior Alonso 81s - Óscar Romero Villamayor 30, Guillermo Alexis Beltrán 75, 86 |
| 6 października 2013 | Club Libertad - General Díaz Luque 0:3 Luis Armando Ovelar 77, Arnaldo Oviedo 80, 82                                                  |
| 6 października 2013 | Sportivo Carapeguá - Club Olimpia 0:1 Wilson Osmar Pittoni 46                                                                         |

### Clausura 13
| Data                 | Mecz |
| -------------------- | --- |
| 18 października 2013 | General Díaz Luque - Deportivo Capiatá 0:1 Óscar Ramón Ruiz 50                                                                      |
| 18 października 2013 | Club Olimpia - Club Libertad 1:2 Matías Alejandro Giménez 75 - Bryan Montenegro 78, Hugo Sebastián Santacruz 87                     |
| 18 października 2013 | Club Sol de América - Club Nacional 1:2 Christian Gilberto Ovelar 36k - Marcos Hernán Riveros 2, Marcos Benjamin Melgarejo 64       |
| 19 października 2013 | Cerro Porteño Presidente Franco - Cerro Porteño 1:2 Miguel Ángel Godoy 63 - Óscar Romero Villamayor 53, Guillermo Alexis Beltrán 70 |
| 19 października 2013 | Club Rubio Ñú - Club Guaraní 1:1 Maximiliano Lugo 75 - Jorge David Mendoza 5                                                        |
| 20 października 2013 | Sportivo Luqueño - Sportivo Carapeguá 0:2 Arnulfo Colmán 55, Hugo Alejandro Serravalle 69                                           |

### Clausura 14
| Data                 | Mecz |
| -------------------- | --- |
| 22 października 2013 | Deportivo Capiatá - Club Olimpia 1:0 Julio César Irrazábal 81                                                                  |
| 22 października 2013 | Club Nacional - General Díaz Luque 2:1 Marco Antonio Prieto 54, Marcos Benjamin Melgarejo 90 - Robert Noguera 22               |
| 23 października 2013 | Sportivo Carapeguá - Cerro Porteño Presidente Franco 2:2 Esteban José Ramírez 13, David Joel Pereira 82 - Elias Moreira 55, 79 |
| 23 października 2013 | Club Guaraní - Club Sol de América 3:0 Derlis González 70, 81, Federico Javier Santander 91                                    |
| 23 października 2013 | Cerro Porteño - Club Rubio Ñú 1:0 Guillermo Alexis Beltrán 45+1                                                                |
| 26 listopada 2013    | Club Libertad - Sportivo Luqueño 0:1 Hernán Rodrigo López 85                                                                   |

### Clausura 15
| Data                 | Mecz |
| -------------------- | --- |
| 26 października 2013 | Club Olimpia - Club Nacional 0:1 Marco Antonio Prieto 42 |
| 27 października 2013 | General Díaz Luque - Club Guaraní 1:4 Antonio Bareiro 87 - Julio César Cáceres 18, Darío Ocampo 54, Iván Emmanuel González Ferreira 73, Jorge Daniel Benítez 90    |
| 27 października 2013 | Sportivo Carapeguá - Club Libertad 2:1 Arnulfo Colmán 23, Esteban José Ramírez 45k - Sergio Daniel Aquino 6                                                        |
| 27 października 2013 | Cerro Porteño Presidente Franco - Club Rubio Ñú 3:1 Aquilino Villalba 45, Elias Moreira 61, Gustavo David Noguera 93 - Nery Antonio Cardozo 57                     |
| 27 października 2013 | Sportivo Luqueño - Deportivo Capiatá 4:2 José Ramón Leguizamón 6, Luis Alcides Miño 10, Cláudio César Correa 68, Hernán Rodrigo López 87 - Óscar Ramón Ruiz 12, 27 |
| 27 października 2013 | Club Sol de América - Cerro Porteño 1:1 Blas Antonio Cáceres 81 - Guillermo Alexis Beltrán 65                                                                      |

### Clausura 16
| Data             | Mecz |
| ---------------- | --- |
| 2 listopada 2013 | Club Rubio Ñú - Club Sol de América 2:1 Maximiliano Lugo 54, 71 - Christian Gilberto Ovelar 12                                                |
| 2 listopada 2013 | Cerro Porteño - General Díaz Luque 2:1 Guillermo Alexis Beltrán 32, José Ortigoza 69 - Antonio Bareiro 25                                     |
| 3 listopada 2013 | Deportivo Capiatá - Sportivo Carapeguá 3:1 Óscar Ramón Ruiz 31, Julio César Irrazábal 45+1k, Dionicio Pérez 51 - Hugo Alejandro Serravalle 37 |
| 3 listopada 2013 | Club Nacional - Sportivo Luqueño 0:0 |
| 3 listopada 2013 | Club Libertad - Cerro Porteño Presidente Franco 1:0 Pedro Juan Benítez 24                                                                     |
| 3 listopada 2013 | Club Guaraní - Club Olimpia 2:0 Federico Javier Santander 59, Iván Emmanuel González Ferreira 63                                              |

### Clausura 17
| Data              | Mecz |
| ----------------- | --- |
| 8 listopada 2013  | Sportivo Luqueño - Club Guaraní 0:4 Federico Javier Santander 25, Derlis González 39, 60, Jorge Darío Mendoza 62                                       |
| 8 listopada 2013  | General Díaz Luque - Club Rubio Ñú 2:2 Robert Noguera 8, Christian Gustavo Sosa 49k - Nery Antonio Cardozo 45, 46                                      |
| 8 listopada 2013  | Cerro Porteño Presidente Franco - Club Sol de América 3:0 Leonardo Delvalle 59, Aquilino Villalba 74, Elias Moreira 88                                 |
| 9 listopada 2013  | Sportivo Carapeguá - Club Nacional 1:4 Gustavo Ariel Toranzo 78 - Silvio Torales 51, Marcos Benjamin Melgarejo 60, Nicolás Martínez 69, Derlis Orué 91 |
| 10 listopada 2013 | Club Libertad - Deportivo Capiatá 2:1 Jorge Luis Moreira 6, Miguel Samudio 25 - Cristián Ariel López 70                                                |
| 10 listopada 2013 | Club Olimpia - Cerro Porteño 0:0 |

### Clausura 18
| Data              | Mecz |
| ----------------- | --- |
| 12 listopada 2013 | Club Guaraní - Sportivo Carapeguá 0:0                                                                                         |
| 13 listopada 2013 | Deportivo Capiatá - Cerro Porteño Presidente Franco 3:1 Dionicio Pérez 28, Julio Eduardo Santa Cruz 57, 61 - Sergio Samudio 4 |
| 13 listopada 2013 | Club Sol de América - General Díaz Luque 1:1 Blas Antonio Cáceres 87 - Antonio Bareiro 55                                     |
| 13 listopada 2013 | Club Rubio Ñú - Club Olimpia 0:1 Fabio Caballero 50                                                                           |
| 13 listopada 2013 | Club Nacional - Club Libertad 0:1 Blas Yamil Díaz 66                                                                          |
| 13 listopada 2013 | Cerro Porteño - Sportivo Luqueño 2:1 Fidencio Oviedo 53, José Ortigoza 61 - Derlis Roberto Alegre 25                          |

### Clausura 19
| Data              | Mecz |
| ----------------- | --- |
| 16 listopada 2013 | Deportivo Capiatá - Club Nacional 1:0 Julio César Irrazábal 63                                                                      |
| 17 listopada 2013 | Sportivo Carapeguá - Cerro Porteño 0:0                                                                                              |
| 17 listopada 2013 | Cerro Porteño Presidente Franco - General Díaz Luque 3:0 Jorge Narciso Cáceres 55s, Reinaldo Daniel López 74k, Leonardo Delvalle 92 |
| 17 listopada 2013 | Sportivo Luqueño - Club Rubio Ñú 0:1 Nery Antonio Cardozo 77                                                                        |
| 17 listopada 2013 | Club Libertad - Club Guaraní 0:2 Darío Ocampo 24, Fernando Fabián Fernández 31                                                      |
| 17 listopada 2013 | Club Olimpia - Club Sol de América 2:2 Juan Carlos Ferreyra 2, Arnaldo Castorino 85 - Blas Antonio Cáceres 11, Édgar Villasboa 83   |

### Clausura 20
| Data              | Mecz |
| ----------------- | --- |
| 22 listopada 2013 | Club Sol de América - Sportivo Luqueño 2:4 Cecilio Andrés Domínguez 8, Blas Antonio Cáceres 64 - Hernán Rodrigo López 30, 45, 86, Reinaldo Ocampo 74                       |
| 23 listopada 2013 | General Díaz Luque - Club Olimpia 1:1 Antonio Bareiro 6 - Alejandro Silva 7                                                                                                |
| 23 listopada 2013 | Club Nacional - Cerro Porteño Presidente Franco 1:0 Marco Antonio Prieto 43                                                                                                |
| 24 listopada 2013 | Club Rubio Ñú - Sportivo Carapeguá 1:1 Osvaldo Hobecker 43 - Christian Ayala 48                                                                                            |
| 24 listopada 2013 | Cerro Porteño - Club Libertad 1:1 Ángel Rodrigo Romero 30 - Bryan Montenegro 61                                                                                            |
| 24 listopada 2013 | Club Guaraní - Deportivo Capiatá 5:3 Fernando Fabián Fernández 7, 24, 31, Derlis González 48k, 68k - Dionicio Pérez 9, Miguel Ángel Paniagua 18s, Julio César Irrazábal 43 |

### Clausura 21
| Data              | Mecz |
| ----------------- | --- |
| 30 listopada 2013 | Club Nacional - Club Guaraní 2:2 Juan David Argüello 47, Silvio Torales 62 - Jorge Darío Mendoza 52, Darío Ocampo 55                                                                               |
| 30 listopada 2013 | Sportivo Carapeguá - Club Sol de América 2:0 Gustavo Ariel Toranzo 80, Arnulfo Colmán 87 |
| 2 grudnia 2013    | Cerro Porteño Presidente Franco - Club Olimpia 2:7 Leonardo Delvalle 7, Aquilino Villalba 84 - Walter David Clär 9, Juan Carlos Ferreyra 22, 45, 56, Alejandro Silva 65, 80, Jorge Gabriel Báez 87 |
| 2 grudnia 2013    | Deportivo Capiatá - Cerro Porteño 1:1 Fabio Escobar 78 - Mathías Corujo 15 |
| 2 grudnia 2013    | Club Libertad - Club Rubio Ñú 4:2 Freddy Bareiro 4, 57, Bryan Montenegro 47, 61 - Nery Antonio Cardozo 45+2, 50                                                                                    |
| 2 grudnia 2013    | Sportivo Luqueño - General Díaz Luque 2:2 Hernán Rodrigo López 8, 29 - Alejandro David Bernal 43, Antonio Bareiro 44                                                                               |

### Clausura 22
| Data           | Mecz |
| -------------- | --- |
| 5 grudnia 2013 | General Díaz Luque - Sportivo Carapeguá 1:0 Julio Sebastián Doldán 33                                                                                        |
| 5 grudnia 2013 | Club Olimpia - Sportivo Luqueño 1:1 Alejandro Silva 37 - Hernán Rodrigo López 5                                                                              |
| 6 grudnia 2013 | Cerro Porteño - Club Nacional 4:1 Ángel Rodrigo Romero 17, Daniel Güiza 65, 82, José Ortigoza 72 - Christian David Melida 67                                 |
| 6 grudnia 2013 | Club Rubio Ñú - Deportivo Capiatá 3:2 Matías Rodrigo Pérez 31, Gustavo Agustín Viera 47, Gumercindo Mendieta 55 - Fabio Escobar 32, Julio César Irrazábal 66 |
| 7 grudnia 2013 | Club Sol de América - Club Libertad 0:1 Hugo Sebastián Santacruz 80                                                                                          |
| 7 grudnia 2013 | Club Guaraní - Cerro Porteño Presidente Franco 6:0 Darío Ocampo 12, Julio César Cáceres 24k, Derlis González 35, 37, 48, Fernando Fabián Fernández 53        |

### Tabela końcowa Clausura 2013
| Poz | Klub                            | Mecze | Zw | Rem | Por | Pkt | BrZd | BrStr |
| --- | ------------------------------- | ----- | -- | --- | --- | --- | ---- | ----- |
| 1   | Cerro Porteño                   | 22    | 14 | 8   | 0   | 50  | 37   | 16    |
| 2   | Club Libertad                   | 22    | 12 | 3   | 7   | 39  | 25   | 19    |
| 3   | Deportivo Capiatá               | 22    | 12 | 2   | 8   | 38  | 36   | 32    |
| 4   | Club Guaraní                    | 22    | 10 | 7   | 5   | 37  | 47   | 24    |
| 5   | General Díaz Luque              | 22    | 8  | 9   | 5   | 33  | 30   | 24    |
| 6   | Club Nacional                   | 22    | 9  | 6   | 7   | 33  | 30   | 26    |
| 7   | Sportivo Luqueño                | 22    | 8  | 5   | 9   | 29  | 30   | 29    |
| 8   | Club Rubio Ñú                   | 22    | 6  | 7   | 9   | 25  | 25   | 32    |
| 9   | Club Olimpia                    | 22    | 6  | 6   | 10  | 24  | 31   | 32    |
| 10  | Sportivo Carapeguá              | 22    | 5  | 7   | 10  | 22  | 24   | 38    |
| 11  | Club Sol de América             | 22    | 4  | 5   | 13  | 17  | 24   | 43    |
| 12  | Cerro Porteño Presidente Franco | 22    | 5  | 1   | 16  | 16  | 23   | 47    |

## Sumaryczna tabela sezonu 2013
| Poz | Klub                            | Mecze | Zw | Rem | Por | Pkt | BrZd | BrStr |
| --- | ------------------------------- | ----- | -- | --- | --- | --- | ---- | ----- |
| 1   | Cerro Porteño                   | 44    | 25 | 12  | 7   | 87  | 75   | 45    |
| 2   | Club Nacional                   | 44    | 24 | 7   | 13  | 79  | 70   | 51    |
| 3   | Club Guaraní                    | 44    | 21 | 14  | 9   | 77  | 85   | 45    |
| 4   | Club Libertad                   | 44    | 22 | 9   | 13  | 75  | 54   | 42    |
| 5   | Deportivo Capiatá               | 44    | 19 | 8   | 17  | 65  | 61   | 62    |
| 6   | General Díaz Luque              | 44    | 15 | 16  | 13  | 61  | 55   | 51    |
| 7   | Club Olimpia                    | 44    | 14 | 13  | 17  | 55  | 62   | 63    |
| 8   | Sportivo Luqueño                | 44    | 14 | 12  | 18  | 54  | 49   | 54    |
| 9   | Club Rubio Ñú                   | 44    | 12 | 14  | 18  | 50  | 52   | 61    |
| 10  | Club Sol de América             | 44    | 11 | 13  | 20  | 46  | 54   | 77    |
| 11  | Sportivo Carapeguá              | 44    | 8  | 14  | 22  | 38  | 46   | 77    |
| 12  | Cerro Porteño Presidente Franco | 44    | 9  | 8   | 27  | 35  | 50   | 85    |

O spadku z ligi decydował średni dorobek z trzech ostatnich sezonów.